# Juhan Jürme
Juhan Jürme (bis 1938 Johannes Jürgenson; * 8. Märzjul. / 20. März 1896greg. in Tallinn; † 25. März 1943 ebenda) war ein estnischer Komponist.

## Leben
Juhan Jürme schloss 1927 am Tallinner Konservatorium (heute Estnische Musik- und Theaterakademie) sein Studium im Fach Komposition bei Artur Kapp und im Fach Orgel bei August Topman ab. Anschließend war er als (Kino-)Pianist, Organist, Chorleiter und Komponist tätig. Von 1942 bis zu seinem frühen Tod war Jürme Dozent am Tallinner Konservatorium. 1943 kam er bei einem sowjetischen Bombenangriff auf Tallinn ums Leben.
Juhan Jürme ist vor allem als Komponist vokalsinfonischer Werke zu biblischen Themen berühmt geworden. Daneben schrieb er das Oratorium Nebukadnetsar (1937), die Oper Võõras veri (1939) und die bekannten Kantaten Pärast püha õhtusöömaaega (1927) und Memento mori (1933). Besonders beliebt ist sein Chor- und Orchesterstück Rukkirääk (1937), das auf keinem estnischen Sängerfest fehlt.